# Miniera di Sa Duchessa

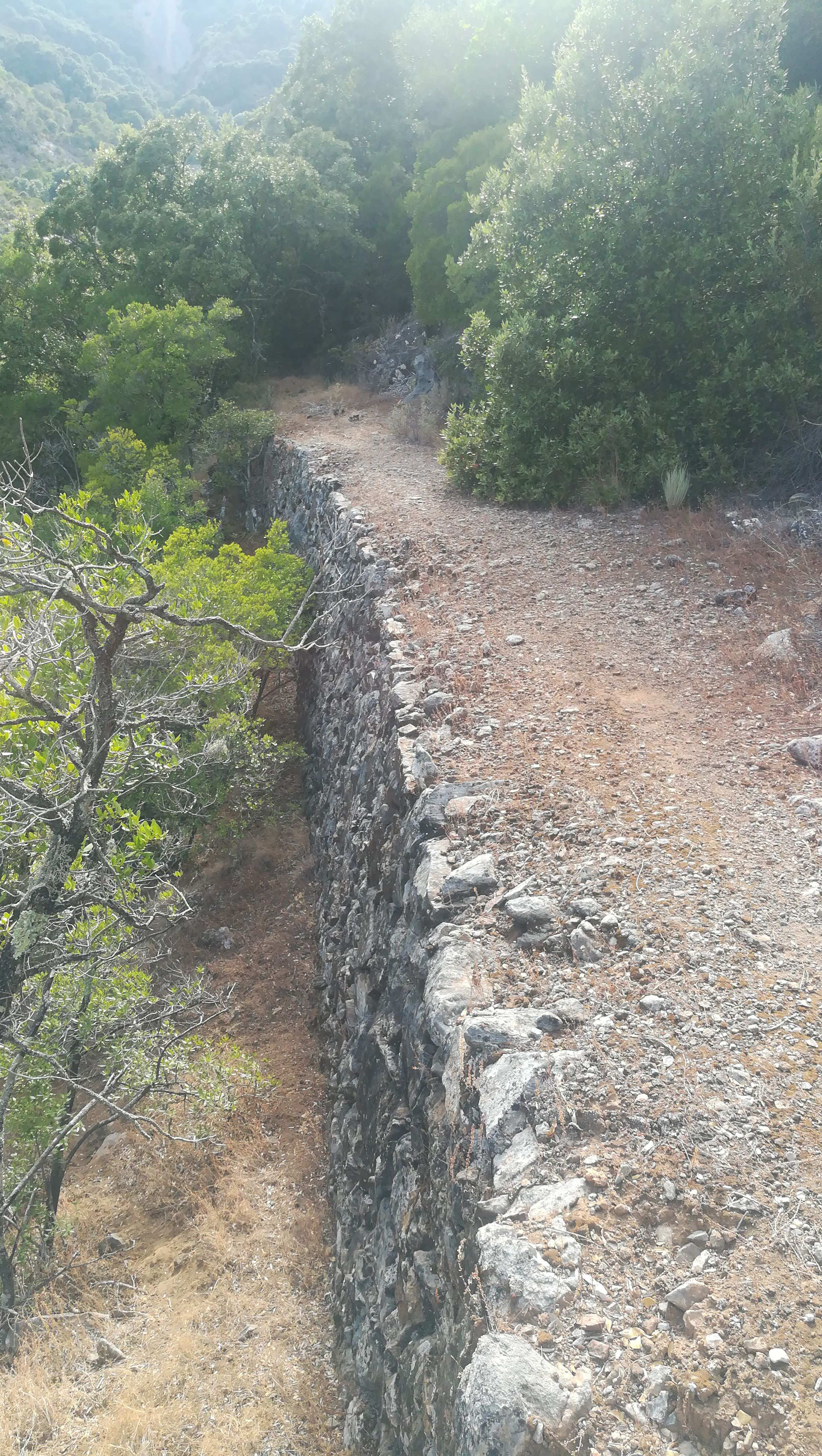
Particolare della decauville di trasporto delle calamine calcinate all'opificio

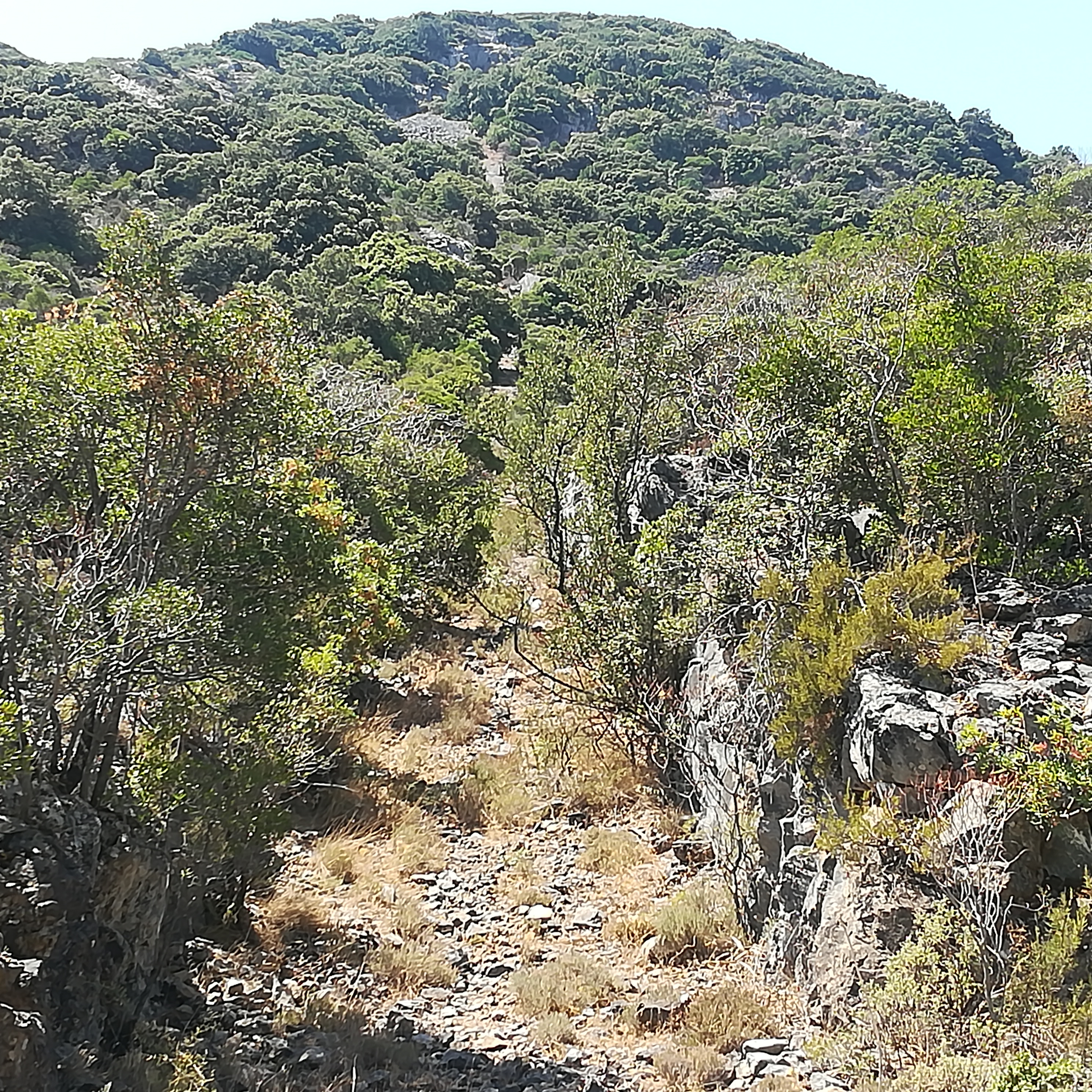
Grande piano inclinato delle masse calaminari

Emblema della società

La miniera di Sa Duchessa o di Cea Spremi è un sito minerario dismesso nella valle di Oridda solcato dall'omonimo rio Sa Duchessa, comune di Domusnovas, nella provincia del Sud Sardegna. 
Parte del Parco geominerario storico ed ambientale della Sardegna, recentemente inserito nel cammino minerario di Santa Barbara, fu tra le prime miniere che entrarono in attività per l'estrazione di calamine di zinco, a cavallo tra il 1850 e il 1870.
La Sociètè des mines et fonderies de zinc de la Vieille-Montagne fu la costruttrice della strada carrabile che dalla grotta di San Giovanni giunge al borgo di Sa Duchessa e, suo malgrado, la costruttrice primaria dell'acquedotto di alimentazione del comune di Domusnovas.

## Il territorio
Il sito si trova immerso nella Foresta di Marganai ed è rappresentato da un massiccio con montagne impervie e cime aspre, con vaste distese di roccia affiorante. È delimitato da Monti Nieddu a sud, Arcu de Montinoi, a sud-ovest, punta Fenu Trainu e Punta Duchessa a nord (sotto Punta Campu Spina), punta Serra de mesu a Est, Punta s'ega e Urras (o Reburras) a sud-est con canali e valli che si intersecano. L’altitudine varia dai 680 m ai 920 m s.l.m. nelle cime, le valli tra i 320 e i 350 m s.l.m. 
I corsi d’acqua sono prevalentemente a scorrimento torrenziale e con portata stagionale, i principali sono Rio Sarmentus, Rio Sa Duchessa e Flumini Malu.
Numerose sono le cavità naturali presenti nell'area, inserite nel catasto speleologico regionale, molte delle quali scoperte dallo storico gruppo speleologico locale: lo Speleo Club Domusnovas.
Nell'area si avvicendano visite alle cavità da parte di svariati gruppi speleologici, che giungono da ogni parte d'Italia. Nel sito minerario molte sono le gallerie minerarie che hanno intersecato grotte, alcune di particolare bellezza, come le grotte del ribasso San Paolo o l'abisso della galleria Gasparro, profondo oltre 200 m. 
I borghi erano la caratteristica comune a svariati siti minerari del tempo, ossia accogliere il personale il più possibile vicino al luogo di lavoro, in modo da ridurre al minimo il disagio loro e al contempo massimizzare la produzione, ma la particolarità di questo caso è che ne aveva 2 distinti.
Il borgo di Sa Duchessa de Pitzus o Duchessa Alta era situato a 680 m slm, raggiungibile attraverso ripide mulattiere, era il villaggio a bocca di miniera. Era dotato di 2 spesse mura sfalsate disposte a Nord Ovest, che servivano a mitigare la forza del vento di maestrale che in quel luogo soffia con estrema forza.
Il borgo Sa Duchessa de Bàsciu o comunemente soltanto Sa Duchessa era invece situato a 340 m slm, dove si erigeva l'opificio e la direzione della miniera. Qui si trovano anche 2 diversi forni di calcinazione del calcare, indispensabili per le costruzioni di un tempo: con questi si ottieneva la calce che era la malta cementizia dell'epoca.
Infine alcune singole abitazioni erano presenti in prossimità dei forni di calcinazione del minerale e presso alcuni cantieri promettenti. 
Svariate e numerosissime sono infine le carbonaie, spiazzi piani dislocati in tutta la concessione minerària, avevano l'importante compito di trasformare il legname in una risorsa da utilizzare principalmente per i forni della calcinazione, così che il ciclo produttivo proseguisse incessantemente. Furono causa di un massiccio disboscamento ben visibile nelle foto d'epoca, dove il territorio appare brullo e spoglio. 

## Flora e fauna locali
Tra le varie piante boschive si trovano in particolare alberi di leccio (ilixi) e ginepro, corbezzolo (ollioni),  olivastro (ollastru), acacia (ispina 'e cristu); poi cespugli di cisto (murdegu), lentischio, euforbia e mirto, rovi e rosmarino; infine timo, lavanda, cicoria selvatica e un'infinità di piante spinose come l'agrifoglio e rampicanti come l'edera. Svariati e numerosissimi sono fiori, tra i quali si segnalano i ciclamini e le orchidee. Nelle zone più rocciose imperversa la gariga montana, mentre sulle zone terrose il bosco.
Numerosissimi e svariati sono i funghi spontanei che crescono principalmente con le piogge autunnali e primaverili, quando il clima non è eccessivamente freddo o siccitoso; tanti sono i ricercatori nei periodi, locali e non.
La fauna selvatica locale è composta principalmente da cervi e cinghiali, mufloni, donnole (o bucca 'e meli), volpi, aquila reale, falco pellegrino e ghiandaie.
Nella stagione venatoria si pratica l'abbattimento dei cinghiali, a cura delle compagnie di caccia locali. Si articola in battute, dove i battitori strillano e urlano delimitando un perimetro, all'interno del quale i cani da seguita  spingono la selvaggina verso i cacciatori che praticano l'abbattimento.

## Storia e descrizione
La Società Civile delle Miniere di Iglesias acquistò i diritti di ricerca nel 1866 e iniziò le pratiche per la scoperta miniera e relativa concessione, ottenendola con Decreto ministeriale 24 maggio 1870.
A seguito del tracollo finanziario della società, tutti i debiti vengono assorbiti e pagati dalla Sociètè des mines et fonderies de zinc de la Vieille-Montagne, che per poterne esercitare tutti i diritti fonda in Italia la Società anonima Vieille Montagne restando la diretta controllante. Quest'ultima ne ottiene la concessione con Regio Decreto 9 ottobre 1873.
Essa comprendeva anche il diritto di proprietà del legname compreso nel perimetro, nonché quello di praticare qualunque scavo nel perimetro stesso e licenza di costruire la strada carreggiabile necessaria per i trasporti della produzione al vicino Comune di Domusnovas.

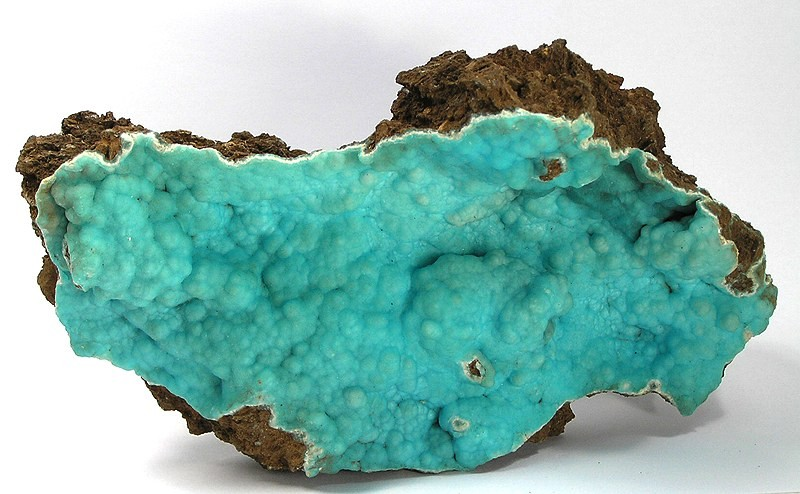
Emimorfite proveniente dal sito di Sa Duchessa

La società investì immediatamente un ingente capitale, avendo verificato con analisi chimiche l'elevatissima titolazione del minerale compresa tra il 47% ed il 53% di Carbonato di zinco
Per lo sfruttamento del giacimento, sito in un territorio estremamente impervio, la Vieille-Montagne dovette in primo luogo realizzare circa 9 km di strada carrabile, dall'ingresso nord della Grotta di San Giovanni sino a giungere al borgo di Sa Duchessa. Dovette poi erigere un sistema di piani inclinati e decauville, ben 2 borghi, un piazzale tout-venant, 3 forni di calcinazione, una fornace a riverbero, una laveria meccanica, con acquedotto di approvvigionamento idrico, magazzini e numerose case in modo da poter manipolare con semplicità e profitto la preziosa giacitura.

Grande piano inclinato in funzione. Su gentile concessione Vieille Montagne Heritage.

Panoramica dei 3 forni di calcinazione e del piazzale Toutvenant con il grande piano inclinato sullo sfondo. Si possono notare 2 forni ormai in disuso. Su gentile concessione Vieille Montagne Heritage.

Dalla quota di circa 700 m sul livello del mare, un minuscolo borgo, denominato Sa Duchessa de pitzus o Duchessa Alta, iniziava la sua estrazione utilizzando pozzi, gallerie e trincee. Era dotato di un'officina e una grande cisterna sepolta, realizzata come una galleria ma rivestita integralmente in mattoni. Con un primo piano inclinato il minerale grezzo discendeva i primi 90 metri e si raccordava su una decauville, dalla quale poi partiva un secondo grande piano inclinato, che su una lunghezza di circa un chilometro permetteva la discesa sino al piazzale tout-venant. Di fronte ad esso erano stati eretti 3 forni a tino di calcinazione del minerale.
I forni necessitavo di una fornitura continua e costante di carbone di legna, motivo per il quale nella concessione si era sviluppata una delle prime forme di indotto, dove i segantini fornivano incessantemente legna ai carbonari, i quali lo trasformavano nell'indispensabile fornitura di cui la miniera aveva bisogno. La miniera aveva ottenuto in affitto per vent'anni un bosco limitrofo, capace della incessante fornitura di legna che poi i carbonai trasformavano nel carbone da legna necessario alla produzione

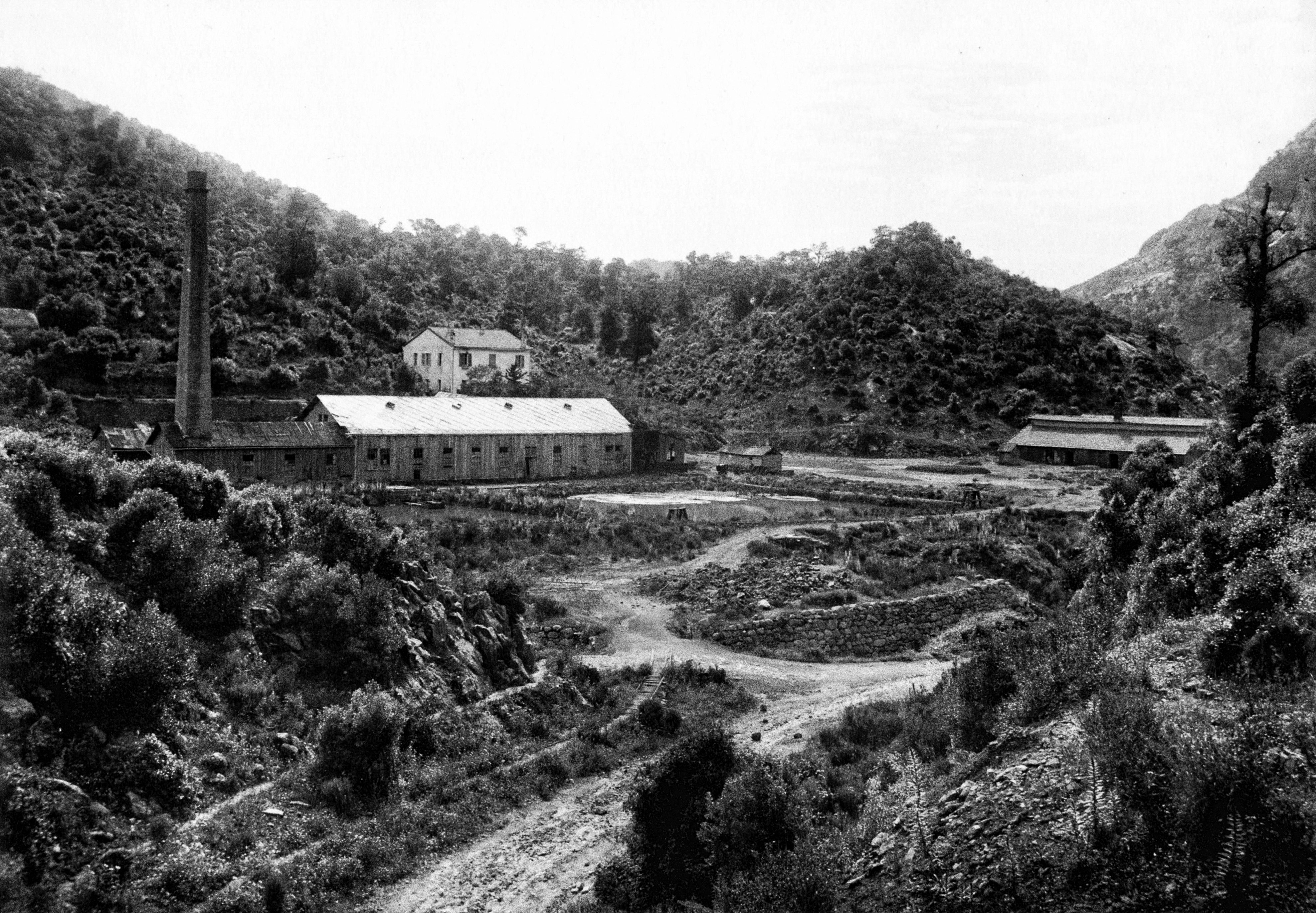
Panoramica dell'opificio Sa Duchessa, con la casa bianca della direzione della miniera sullo sfondo. Su gentile concessione Vieille Montagne Heritage.

Il minerale calcinato nei forni veniva poi trasportato lungo una seconda decauville, sino al borgo di Sa Duchessa de basciu (che in seguito sarà sempre semplicemente chiamato Sa Duchessa), dove l'opificio dotato di acquedotto collegato a laveria meccanica con tavole girevoli, crivelli a scossa, sistema Spritzlutten Rittinger comandato da una macchina a vapore da 40 cavalli ripulivano e separavano gli ossidi di zinco dai fanghi sterili residui. La fornace a riverbero serviva per il trattamento dei minerali sottili. 
Lo sviluppo totale delle strade ferrate inizialmente erano di circa 3500 metri, escluso l'interno delle gallerie. 
Gli ossidi di zinco venivano prima immagazzinati poi spediti verso la vicina Domusnovas e quindi caricati sui treni per essere inviati a Cagliari, dove venivano stoccati in un grande magazzino generale prima di essere imbarcati per svariate destinazioni.
Nel 1877 la Direzione della miniera dovette affrontare una ulteriore problematica: le acque che dalla laveria meccanica si riversavano sul rio sa duchessa e a sua volta confluisce nel rio San Giovanni, vengono da sempre utilizzate dalla popolazione di Domusnovas per le utenze domestiche e dai pastori per l'abbeveramento del bestiame. Tali acque risultavano intorbidite dai fanghi sterili residui del lavaggio del minerale della laveria meccanica. Complici 2 anni di siccità si fecero sempre più insistenti le proteste dei cittadini. Si fa carico della questione il comune e nel cercare di placare le lamentele, la Vieille-Montagne si vede costretta a costruire dei bacini di decantazione lungo il rio sa duchessa, che però con le piogge tracimavano e rendevano lo sforzo vano. Allora per poter calmare le proteste, la società belga si fece carico di un investimento pari a lire 30.000, costruendo un acquedotto che dalla sorgente della grotta di San Giovanni conduce all'abitato per una lunghezza di 3 km.
La miniera estraeva circa 10.750 tonnellate all'anno e nel 1878 vi lavoravano 210 dipendenti. I dipendenti avevano una trattenuta sui salari del 4% per il finanziamento della cassa di soccorso, che serviva per le spese di gestione dell'ospedale Vieille-Montagne costruito a Iglesias, con farmacia interna. 

I carrelli del grande piano inclinato. Su gentile concessione Vieille Montagne Heritage.

il 19 marzo 1879 avvenne il primo infortunio della miniera: un malfunzionamento del grande piano inclinato automatico, comandato con sistema a freno e contrappeso ha un guasto e i vagoni precipitano ad altissima velocità verso la base di esso. Si registrano 3 feriti.
Il 5 luglio 1880 accade un secondo infortunio, il primo mortale: un operaio cadeva e rimaneva ferito, morendo poi nel trasporto all'ospedale della società.
Nel 1883 il giacimento si appresta ad esaurirsi; le calamine estratte sono sempre più sottili e la Vieille-Montagne decide di modificare la propria laveria meccanica aggiungendo un crivello rotante a fine ciclo, che prende il nome dall'ingegnere che lo progettò: Crivello Bilharz. Questo crivello era un brevetto Vieille Montagne. In 8 mesi lavorando 24 ore su 24 produsse 9842 tonnellate con titolazione 40%.

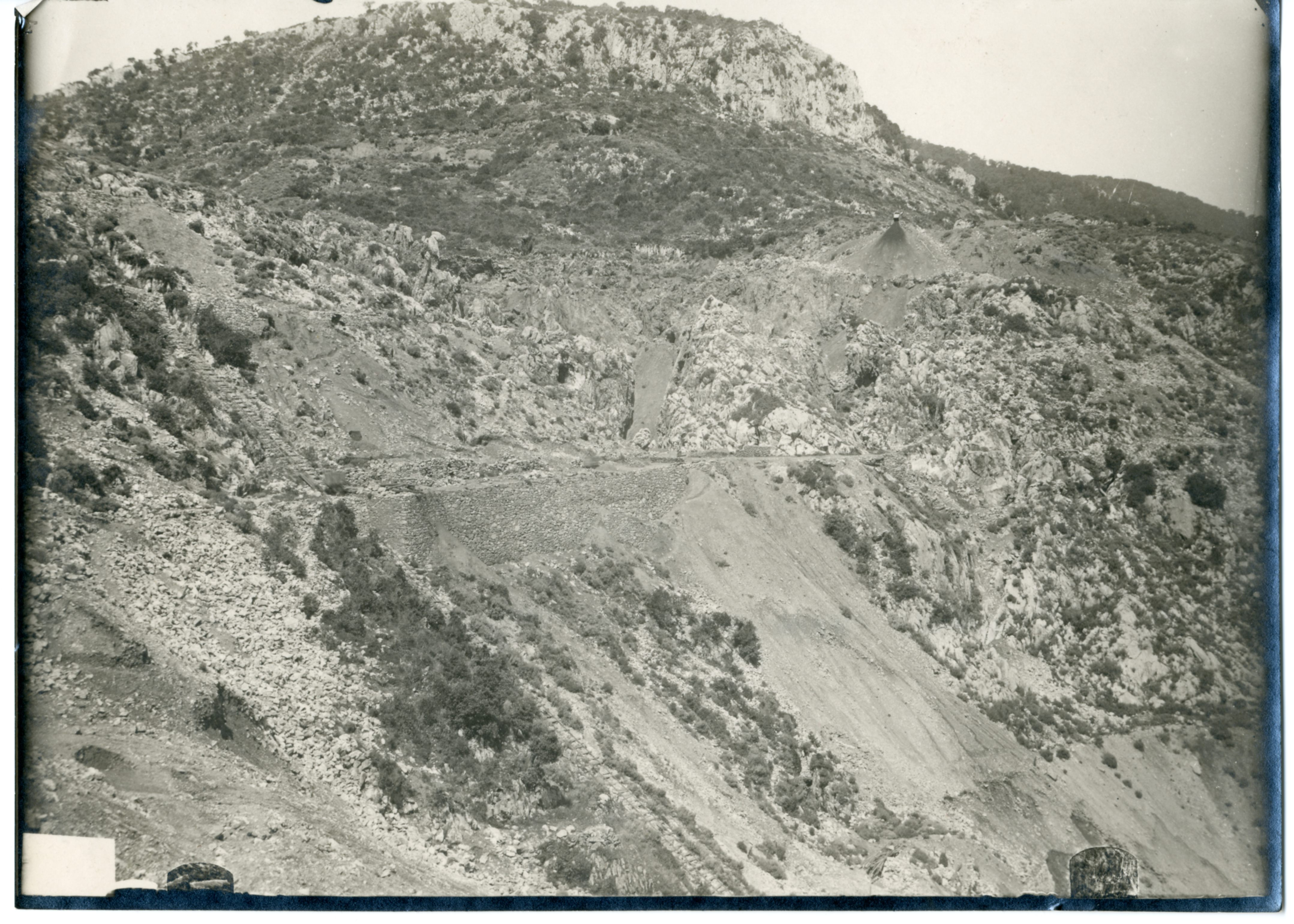
Panoramica di Massa Alberto e del primo piano inclinato. Su gentile concessione Vieille Montagne Heritage.

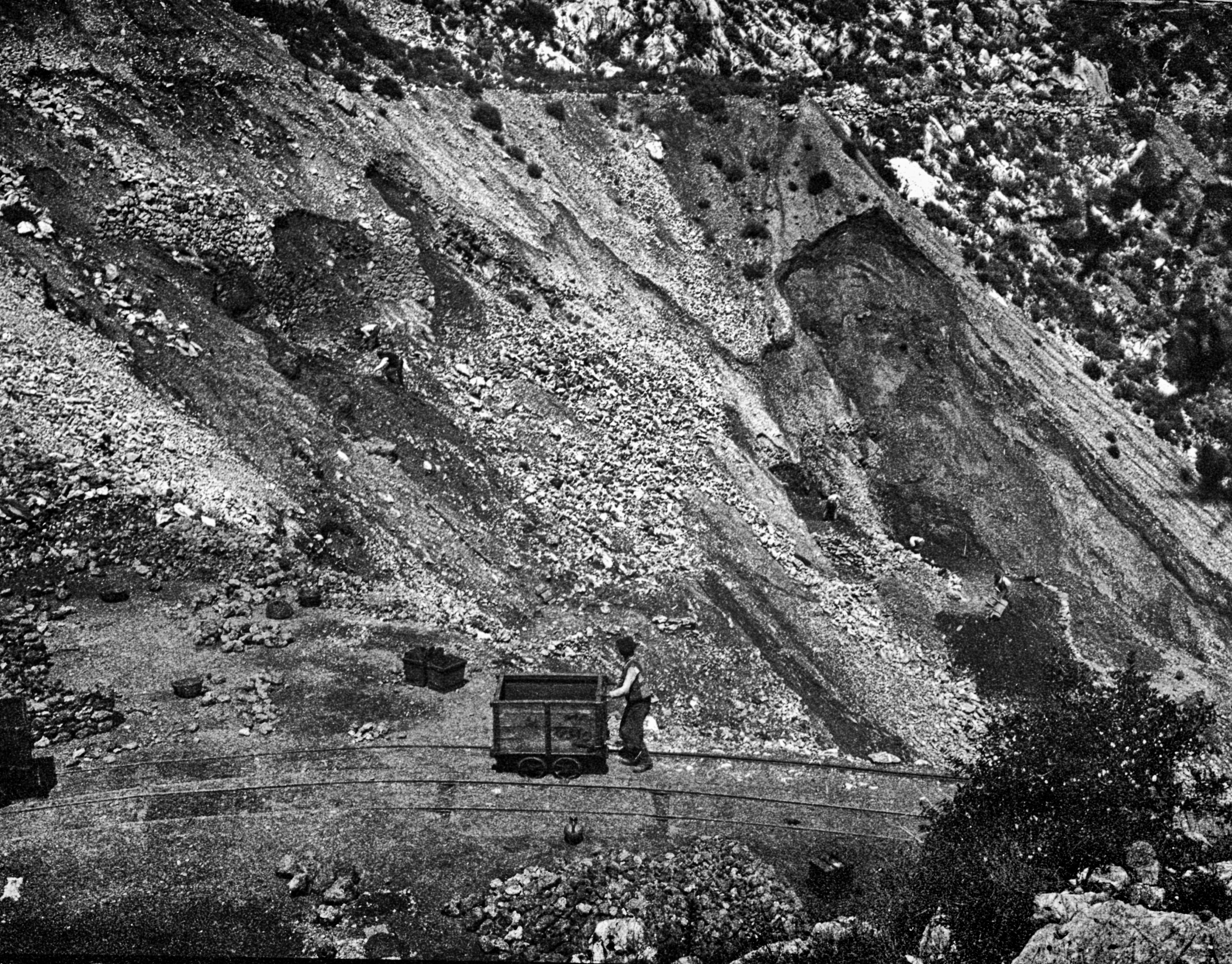
Operai al lavoro in una vecchia discarica, nel tentativo di recuperare calamine. Su gentile concessione Vieille Montagne Heritage.

Nel 1884 il giacimento di zinco delle grandi masse mineralizzate denominate Alberto, Ernesto, intermedia, Campo Spino e Massa delle case si esaurirono; vi fu un periodo di stallo estrattivo concomitante con altrettanti lavori di ricerca. I forni di calcinazione e l'opificio rallentarono le loro produzioni. Si andarono a vagliare tutte le vecchie discariche nel tentativo di recuperare ulteriore minerale buono. Con la scoperta di nuove ma più esigue masse vi fu una ripresa dell'attività estrattiva che terminò nel 1896, e con la quale venne spenta definitivamente la laveria meccanica.

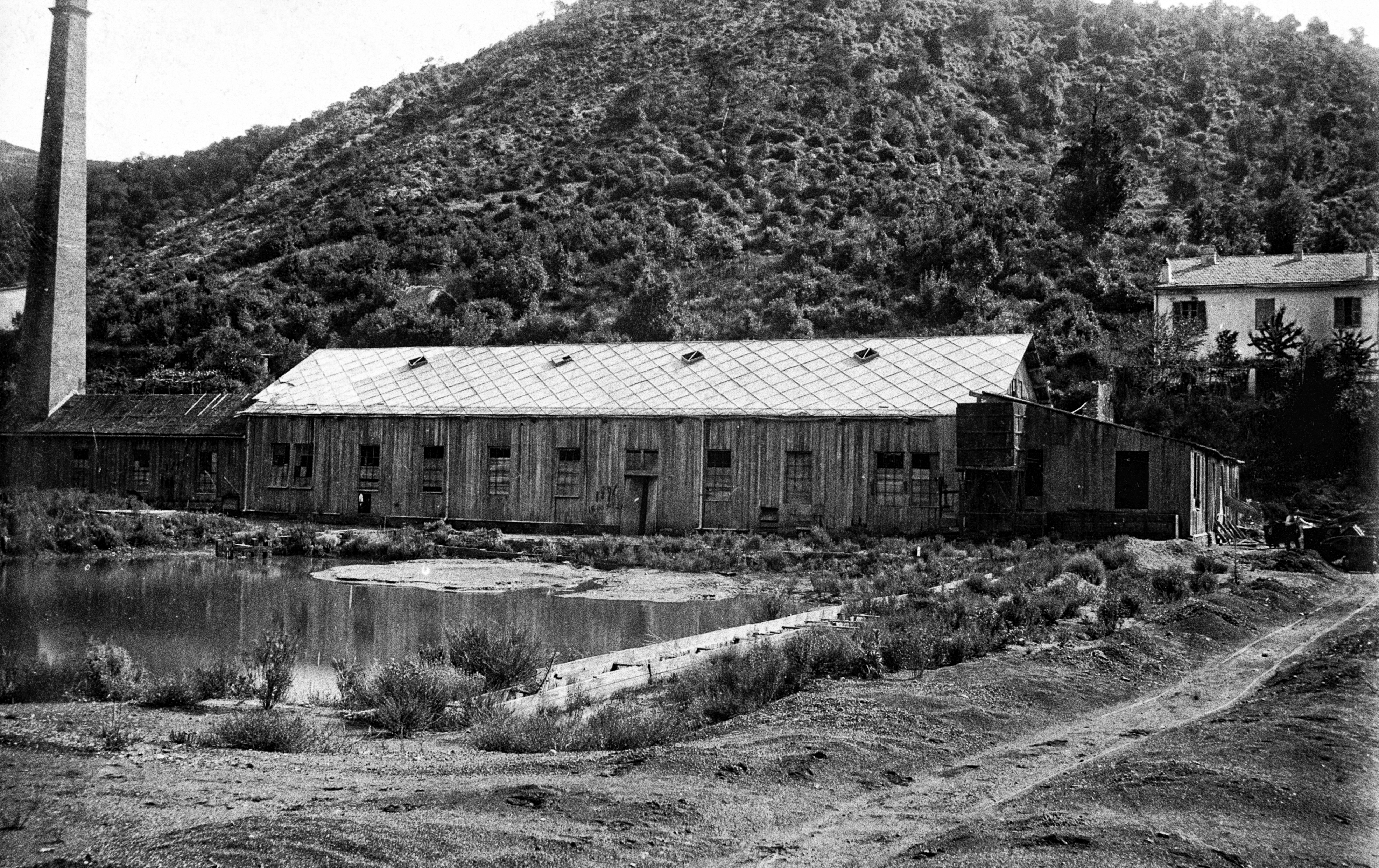
Laveria e forno a riverbero ormai in disuso. Su gentile concessione Vieille Montagne Heritage.

Il 2 maggio 1890 si registra il terzo infortunio: un operaio cade in uno scavo a giorno e resta ferito.
Con la prima guerra mondiale, le attività della miniera cessarono completamente e si giunse ad uno stato di totale abbandono. Un anno dopo il termine delle ostilità, con la visita dell'ufficiale del distretto minerario 23 maggio 1919 si constata ufficialmente lo stato della miniera e di qui, con Decreto Ministeriale 7 settembre 1919, si prefigge il termine di un anno per la ripresa dei lavori.
Furono eseguite dai primi del Novecento e terminate con l'avvento del Fascismo, due grandi gallerie di ribasso, rispettivamente denominate Ribasso san Pietro e Ribasso san Paolo (in onore di Louis-Alexandre Saint-Paul de Sinçay, direttore generale della Vieille-Montagne in Belgio), nel vano tentativo di incrociare 100 e 200 metri più in basso nuovamente le masse zincifere originarie, ma senza alcun successo.
Venne anche realizzata successivamente nel canale de sa Cea Spremi, una sala compressori utile alle perforazioni nella dura roccia calcarea. Servì anche a velocizzare gli avanzamenti delle gallerie di ribasso.
Contemporaneamente si eseguirono lavori di ricerca per minerali piombiferi, la Vieille-Montagne ne ottenne con Regio Decreto 20 agosto 1926, l'estensione della concessione per la coltivazione di minerali piombo argentiferi. 

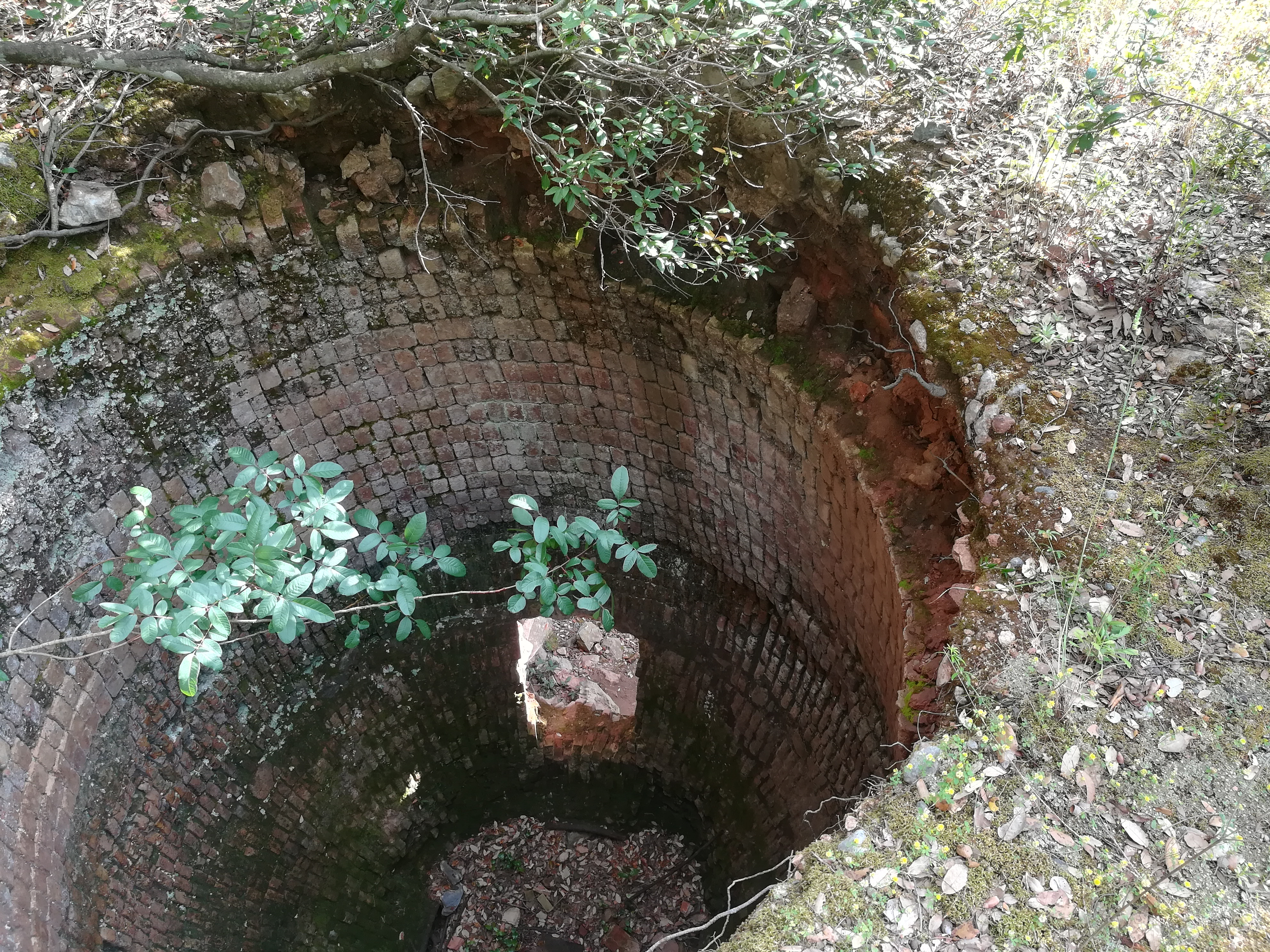
Interno del forno di calcinazione del piombo nel borgo

Identificò 3 diverse zone di contatto, una delle quali venne momentaneamente scartata per la sua conformazione instabile.
Si operò nell'estrazione a Galleria Gaston, Cantiere Campo Spino, Cantiere Baldi e Cantiere Gasparro, con produzioni molto modeste e ben lontane dai fasti di un tempo.

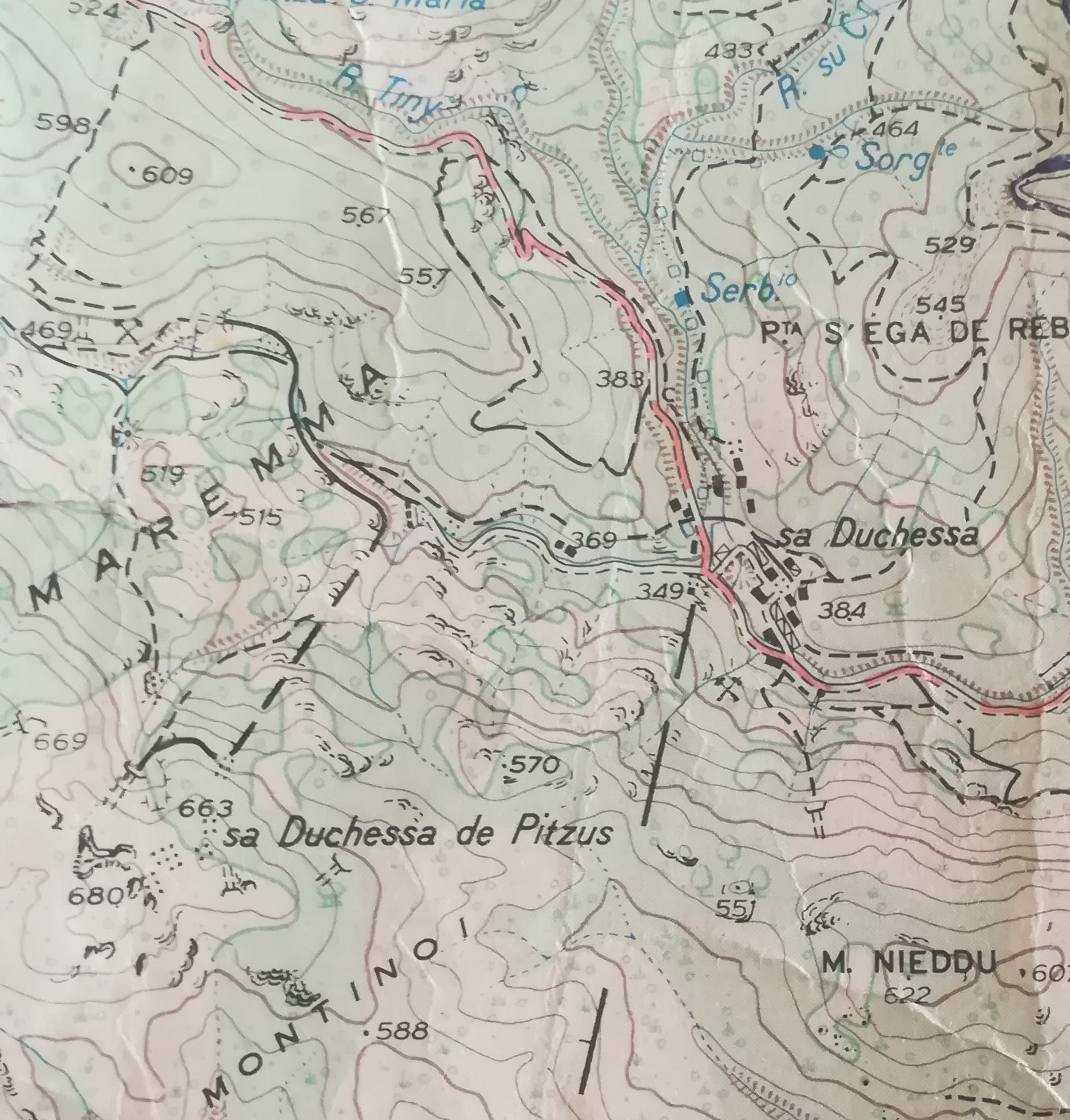
Collocazione dei due borghi della miniera di Sa Duchessa

In concomitanza vennero realizzati un ulteriore piano inclinato sul versante est di Monte Nieddu per servire le gallerie del Cantiere Gasparro, un nuovo forno per la calcinazione del piombo dentro il borgo.
Nel 1927 si coltiva in zona soltanto a Montixeddu inferiore, si eseguono ricerche in tutta la concessione ma senza risultati.
Nel 1928 si prosegue la ricerca nel ribasso San Paolo, più qualche esigua coltivazione dei cantieri Monti Nieddu e Margiani.
La Vieille-Montagne con la miniera ormai improduttiva e sotto forti pressioni politiche nazionaliste, ottiene ed estende la concessione per la coltivazione di minerali di rame ed inizia la ricerca nella massa inizialmente scartata per instabilità.
Negli anni 1930,  1931, 1932 e 1933si lavora nel canale della Cea Spremi con svariati cantieri: Maremma superiore, Maremma inferiore (o ribasso Maremma), San Giorgio, Vittorio.

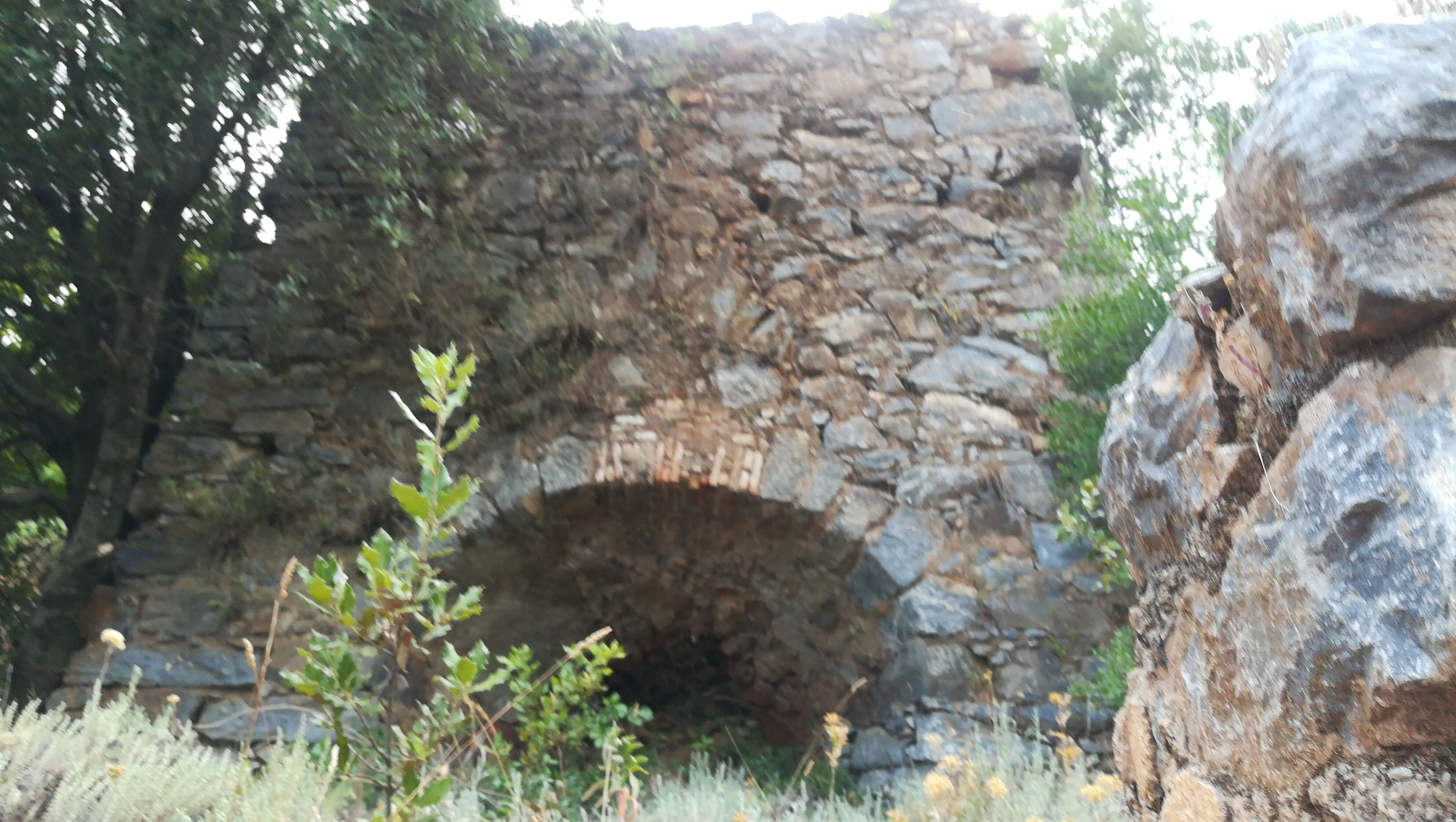
Forni di Maremma

Nel 1934 la direzione distrettuale della Vieille-Montagne di Iglesias non ha più alcuna comunicazione con la direzione generale della Vieille-Montagne di Liegi, causato dagli sviluppi della seconda guerra mondiale.
Con un sotterfugio, la direzione distrettuale di Iglesias chiede ed ottiene dal Ministero della Corporazioni, direzione generale dell'industria - corpo reale delle miniere, la sospensione dei lavori. Essi si limiteranno quindi alla manutenzione di armature delle gallerie di ricerca.
Si richiede un ulteriore anno di sospensione dei lavori per il 1935.
Nel 1936, alla richiesta di un ulteriore anno di sospensione dei lavori, il sotterfugio vacilla, il ministero delle corporazioni obbliga la ripresa dei lavori e fa eseguire numerosi sondaggi nella serra de mesu ed esperimenti per il trattamento e lavaggio della crisocolla.
Il 9 giugno 1937 giunge a Sa Duchessa la visita dei ministri Lantini (Ministero delle Corporazioni) e Thaon di Revel (Ministero delle Finanze) insieme al Generale Valle, ai quali vengono mostrati dieci cantieri in opera per la ricerca del rame sui quali però non è mai iniziata la coltivazione.
Con decreto ministeriale 9 novembre 1937 a divenire dalla data del D.M. 30/05/1932, alla Vieille-Montagne gli viene sottratta la concessione, che viene trasferita e intestata alla SARI (Società Anonima Rame Italiano) per una durata di anni 40, società del gruppo AMMI. Cessa invece ogni attività il piccolo borgo di sa Duchessa de Pitzus, descritto ormai in rovina.
Dal 1936 al 1944 l'estrazione e la vita nel borgo riprendono fervide, con la costruzione di un laboratorio chimico, una scuola, uno spaccio e una infermeria.
Nel 1939 con Decreto Ministeriale 22 maggio la SARI è autorizzata a installare una linea elettrica a 15.000v, viene anche realizzata, nel canale de sa Cea Spremi, una sala compressori utile alle perforazioni nella dura roccia calcarea per velocizzare gli avanzamenti delle gallerie. Si scrive che Sa Duchessa sarebbe in grado di offrire 1000 tonnellate di rame elettrolitico annuo, non appena saranno installati gli impianti.
Nel 1940 sono completate le macchine di cernita e carico dei camion ai cantieri e gli alloggi degli impiegati e degli operai. La coltivazione di Maremma inferiore, livello +30 e Maremma superiore sono a pieno regime e producono 10793 tonnellate al titolo di 5% in rame.
Nel 1942 venne modificato l'impianto di cernita.
Nel 1943 viene abbandonata ogni ricerca nei vecchi lavori Vieille-Montagne di Monti Nieddu, 1944 e 1945 si continua a lavorare sempre con lo stesso ritmo, ma nel 1946 le attività estrattive cessano quasi completamente.
Avvengono purtroppo ulteriori infortuni sul lavoro in miniera, anche se in essa non si coltiva più nulla ma sino al 1959 vennero fatte piccole opere di manutenzione delle gallerie di accesso al giacimento cuprifero, non ancora esaurito: 8 gennaio 1948, 13 gennaio 1949, 16 settembre 1950, 21 novembre 1950, 18 aprile 1952 e 5 gennaio 1953.
A metà degli anni sessanta del Novecento AMMI ripropone lo sfruttamento di quelle masse Decreto ministeriale 26 aprile 1961, ma riceve il definitivo parere negativo dall'Ente minerario sardo (EMSA), che ne decreta la definitiva chiusura con Decreto amministrativo 20 gennaio 1971.
Nel 1970 AMMI fece un parziale sbancamento degli sterili della antiche discarica lungo Rio Sa Duchessa e totalmente delle vasche della laveria meccanica Vieille-Montagne, che nell'occasione vennero completamente sventrate. questi fanghi erano in realtà ancora ricchi in zinco e venivano inviati a un impianto che stava sorgendo a Masua per la concentrazione dei fanghi blendosi.
Seguirono altre 2 concessioni, SAMIM prima e SIM poi che si limitarono a sbancare parte delle discariche di Maremma per l'alimentazione dei nuovi impianti nati nel polo industriale di Portovesme.
A partire dal 21 marzo 2000, con determinazione 385 della Regione Sardegna, la concessione è intestata alla Società IGEA S.p.A.

## Note

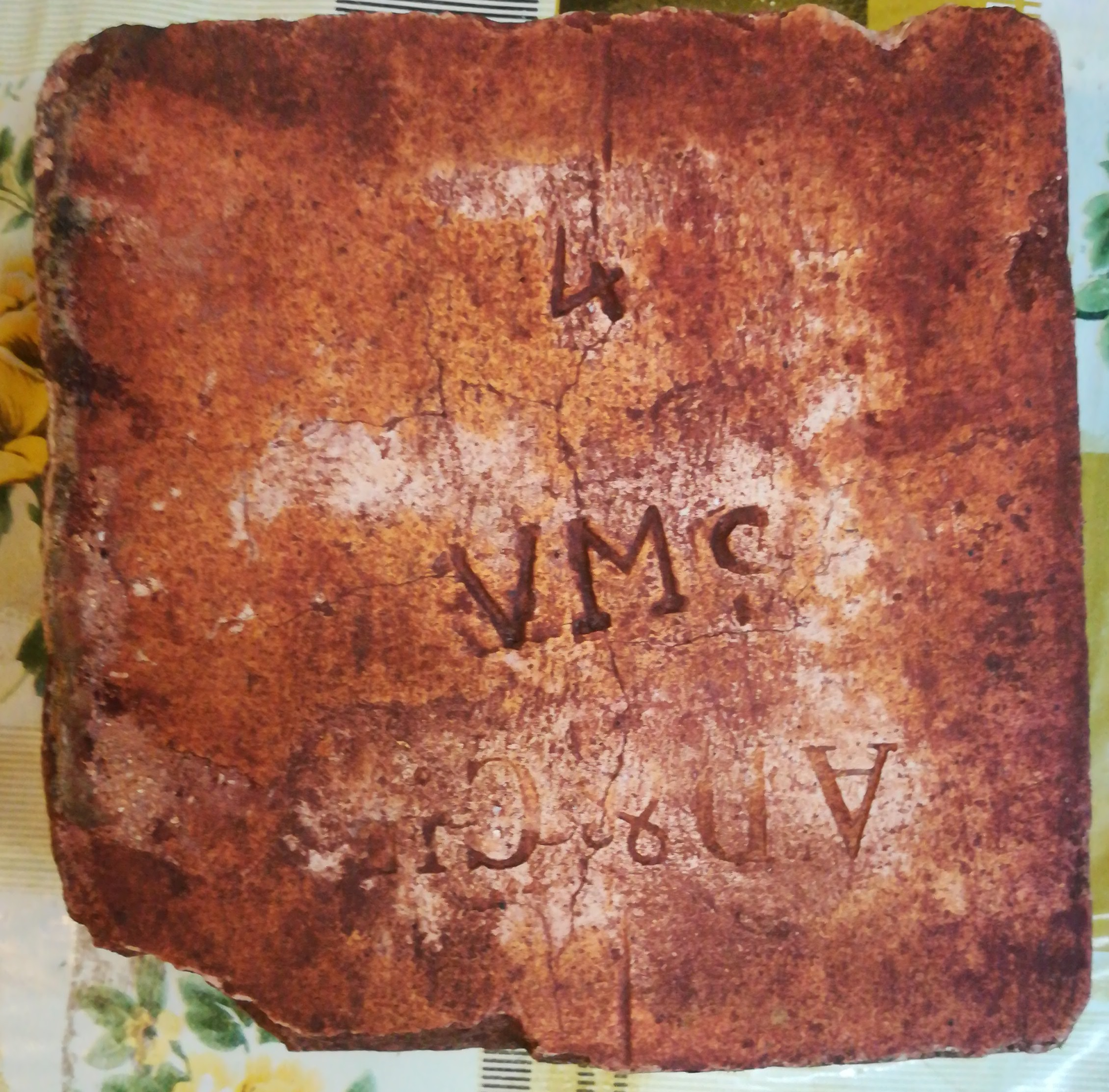
Mattone del focolare degli antichi forni di calcinazione delle calamine Vieille Montagne